# Route Sommets Lienne-Amblève

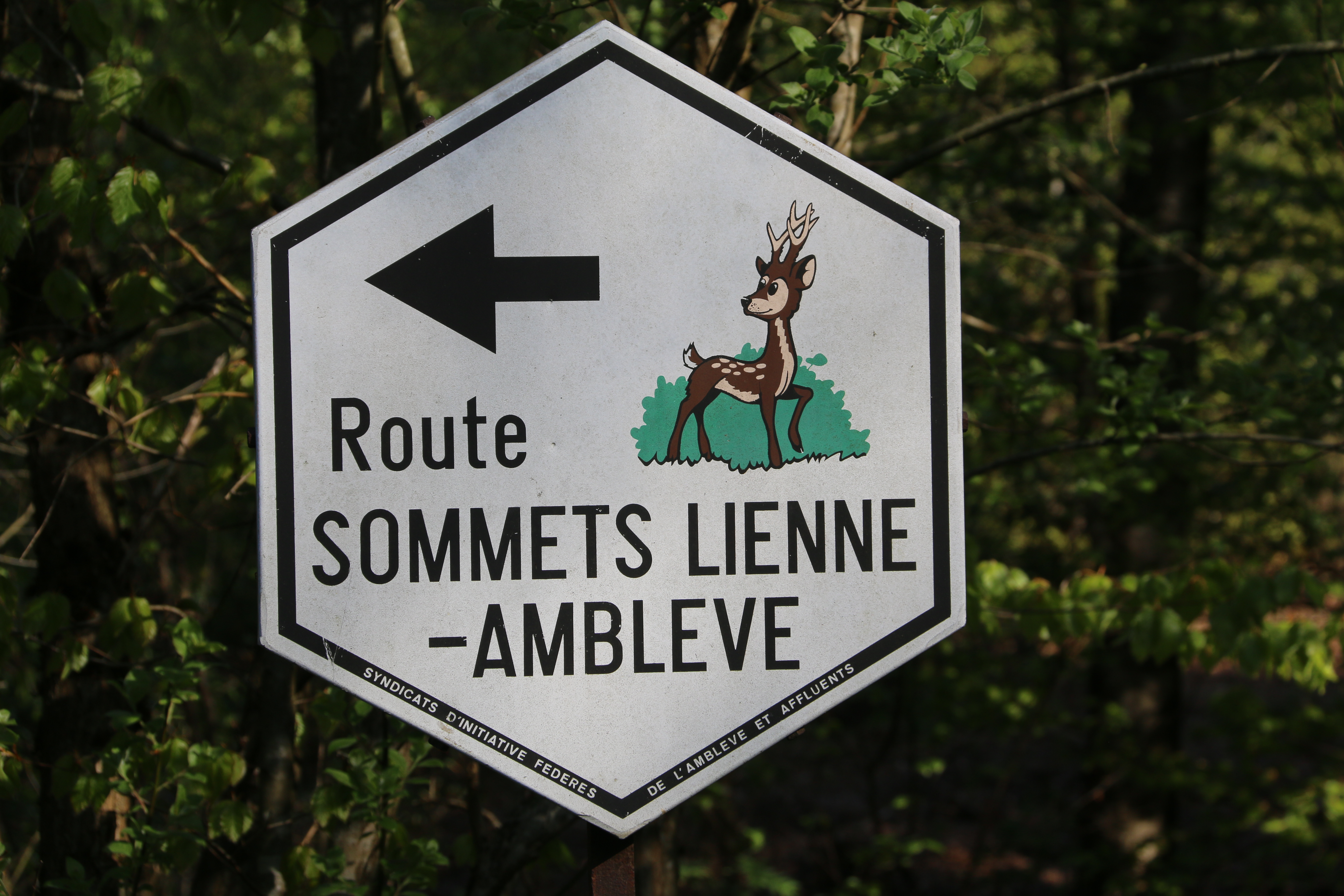

De Route  Sommets Lienne-Amblève is een toeristische autoroute in Wallonië. De route is bewegwijzerd met zeshoekige borden en is 137 kilometer lang. De route doet in de Luikse Ardennen en de valleien van de Amblève en de Lienne onder andere Trois-Ponts, Stavelot en Lierneux aan.